# Heräjärvi (Pieksämäki, Södra Savolax, Finland)
Heräjärvi eller Herajärvi är en sjö i Finland. Den ligger i kommunen Pieksämäki i landskapet Södra Savolax, i den södra delen av landet, 250 km nordost om huvudstaden Helsingfors. Heräjärvi ligger 105,7 meter över havet. Den är 9,7 meter djup. Arean är 2,03 kvadratkilometer och strandlinjen är 13,83 kilometer lång. Sjön  ingår i Vuoksens huvudavrinningsområde.   Den ligger vid sjön Kangasjärvi. I omgivningarna runt Heräjärvi växer i huvudsak blandskog. Den sträcker sig 3,2 kilometer i nord-sydlig riktning, och 1,7 kilometer i öst-västlig riktning.
I övrigt finns följande i Heräjärvi:
- Pukkisaaret (en grupp av tre små  öar)
- Muikkusaari (en ö)
- Kivikkosaari (en ö)
- Akonsaari (en ö)
- Verkkosaari (en ö)

## Bilder

Heräjärvi
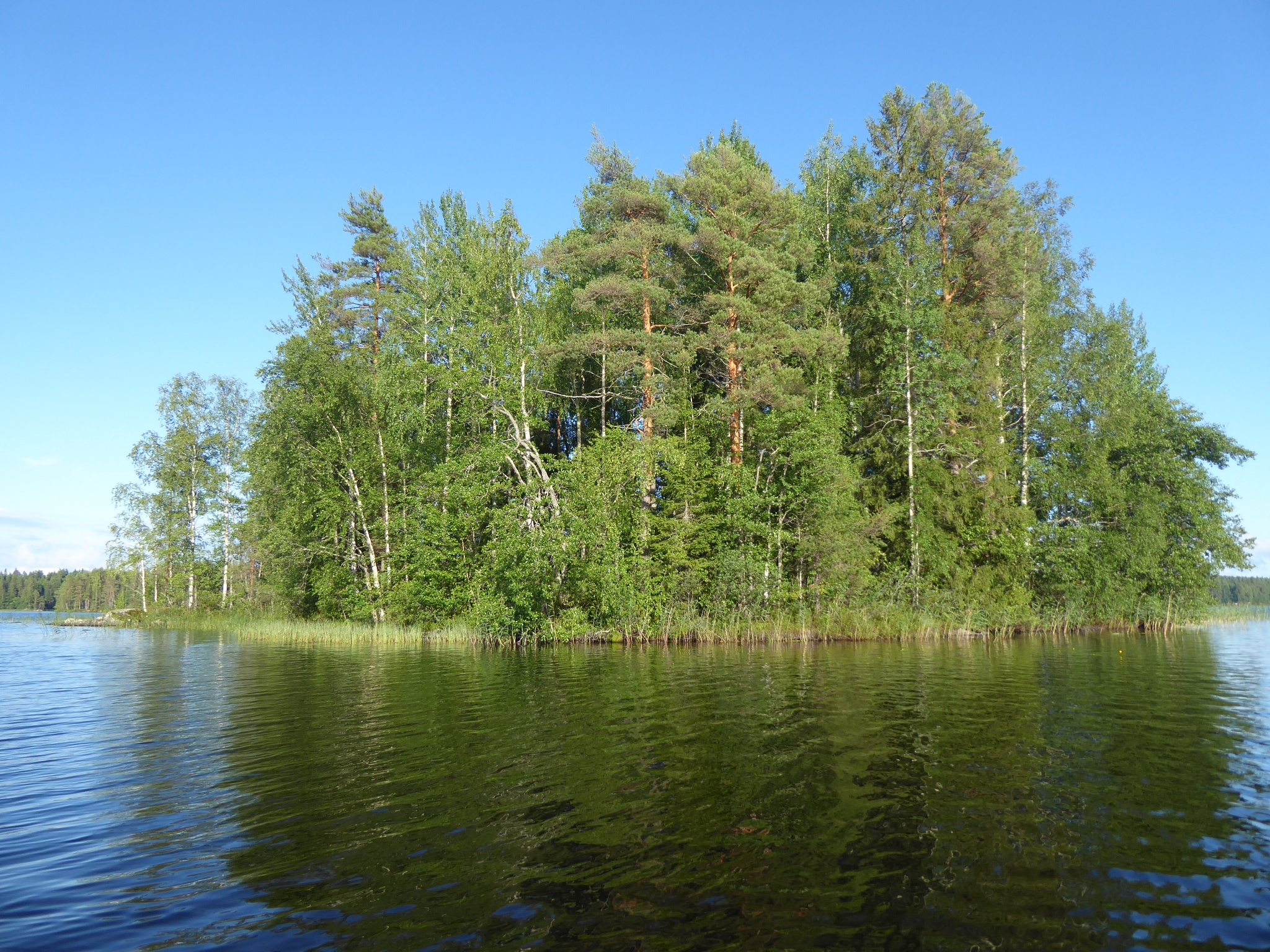
Den södra Pukkisaaret-ön i juli 2024.
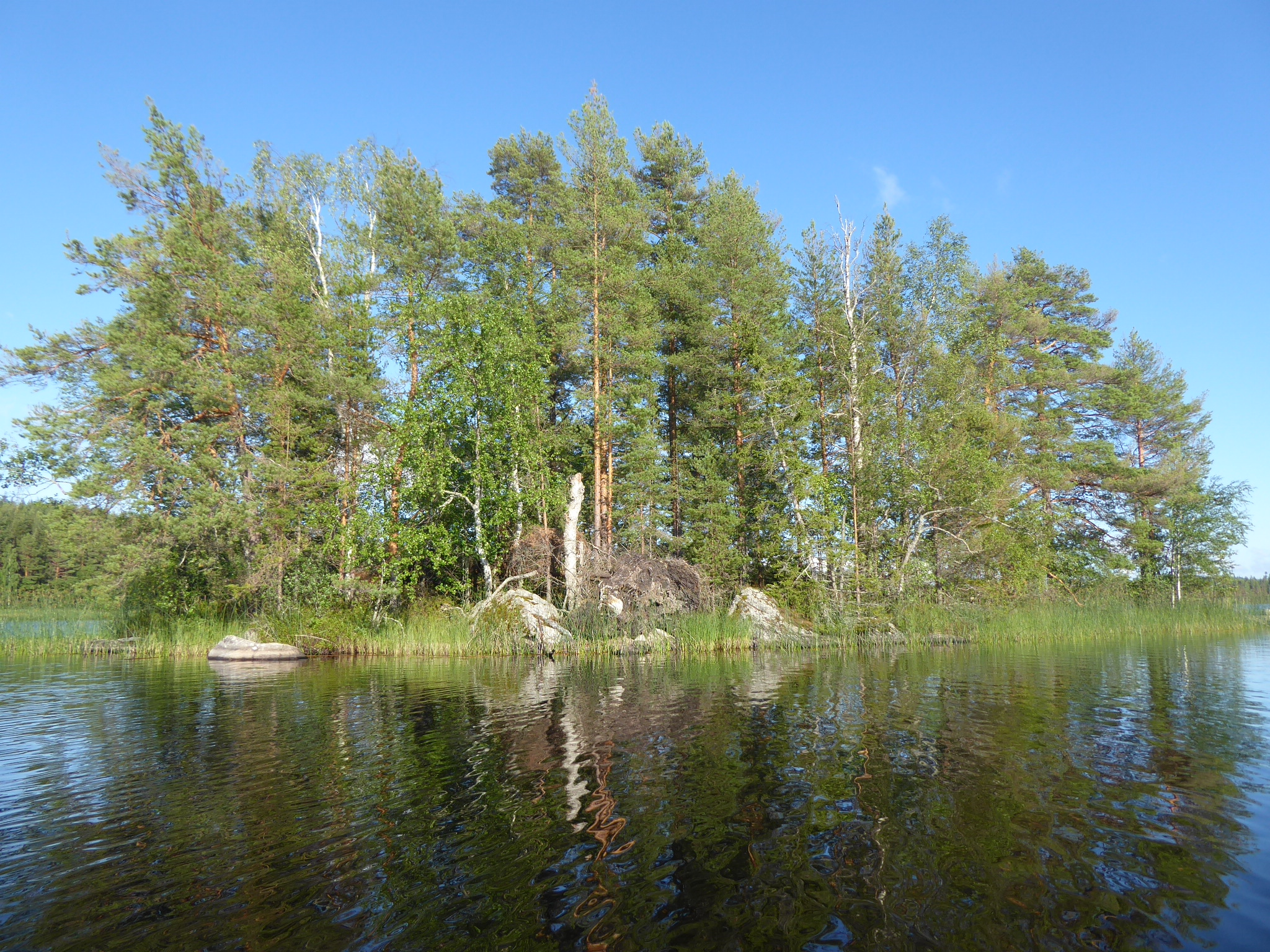
Ön Verkkosaari i juli 2024.
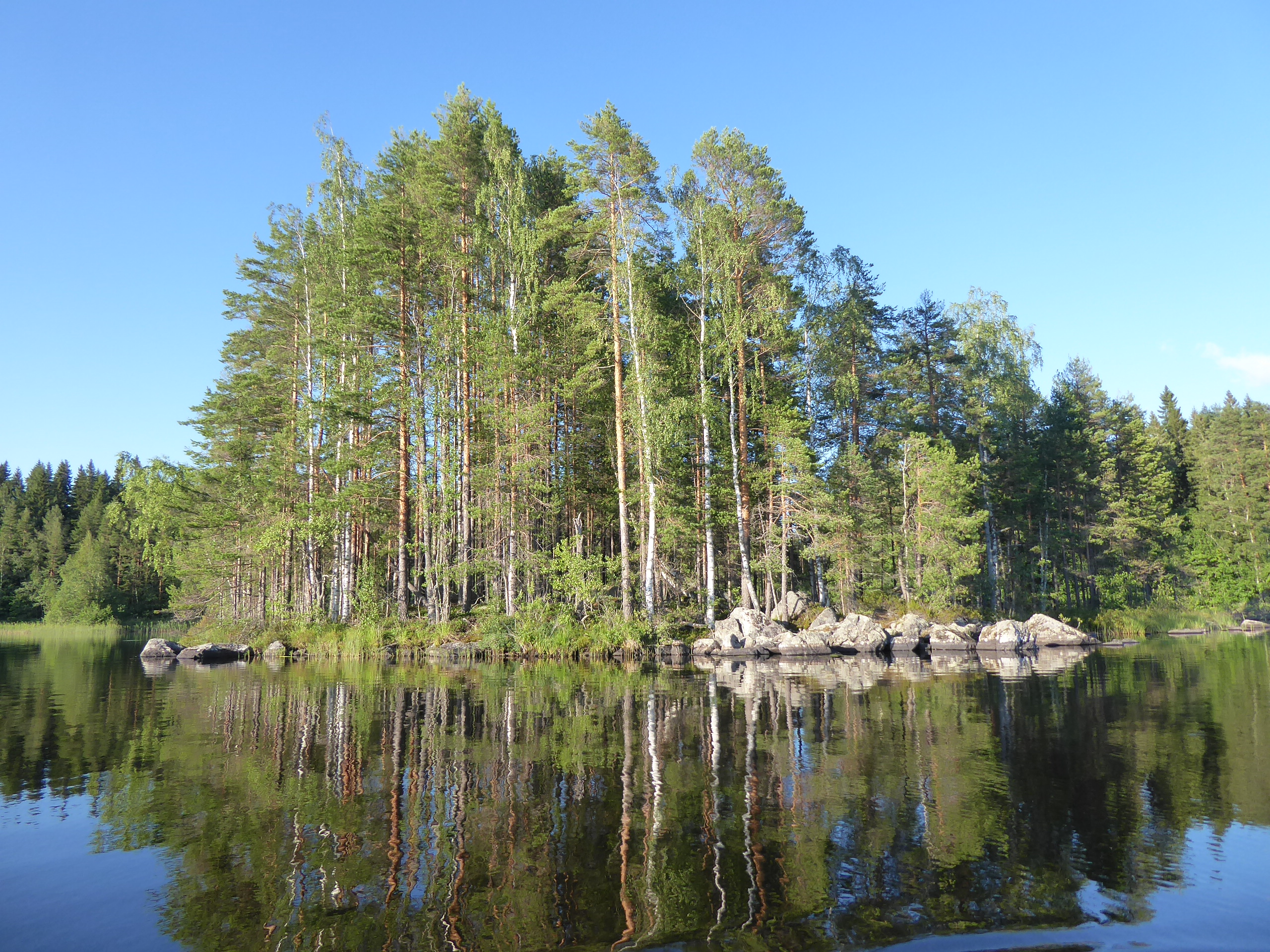
Namnlös ö i Heräjärvi i juli 2024.
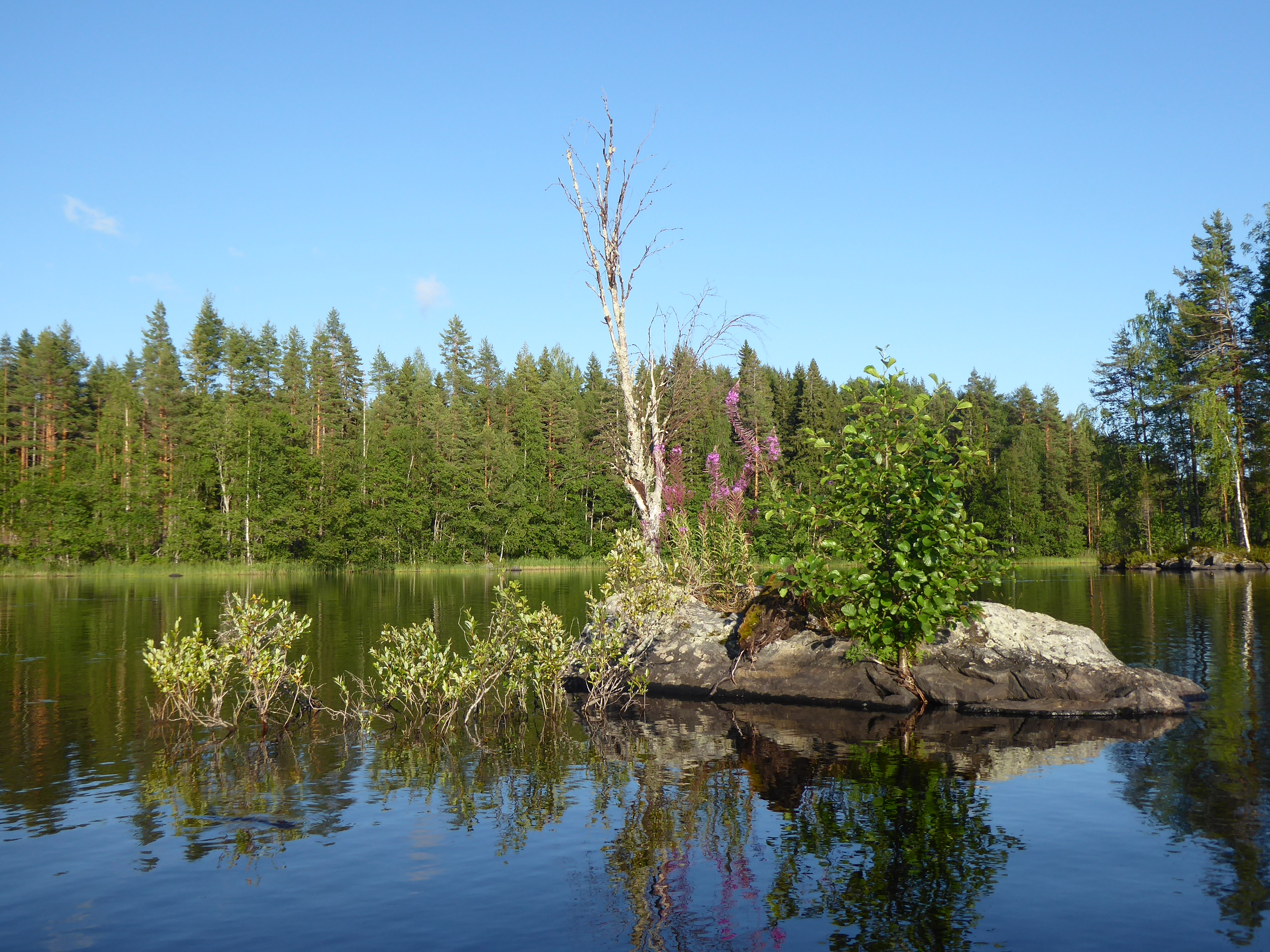
Holme i Heräjärvi i juli 2024.
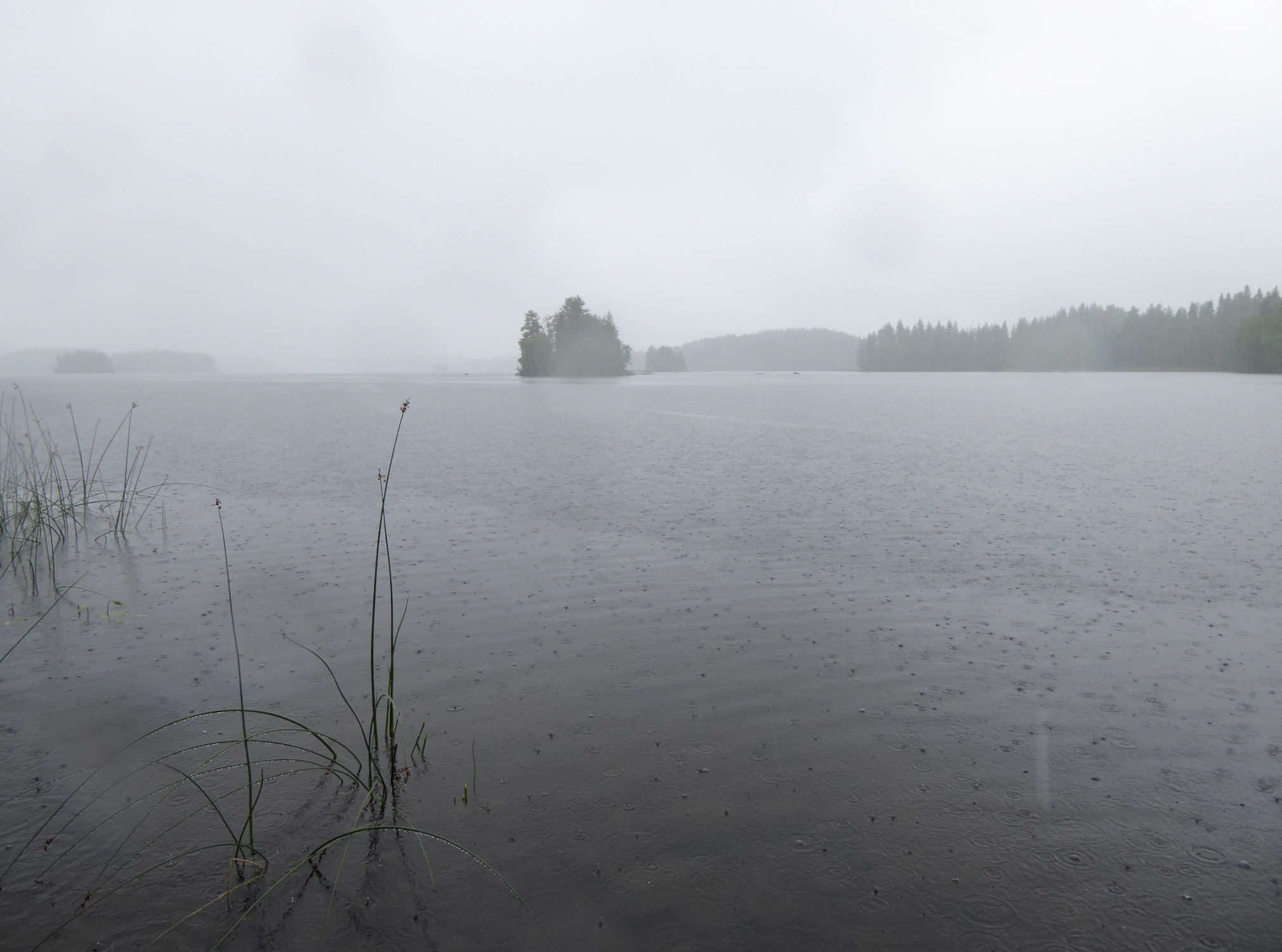
Regn över Heräjärvi i juli 2024. Ön Verkkosaari syns i bildens mitt.